# Brakrock Ecofest
Le Brakrock Ecofest est un festival orienté sur le punk rock, organisé à Duffel, en Belgique. 

## Histoire

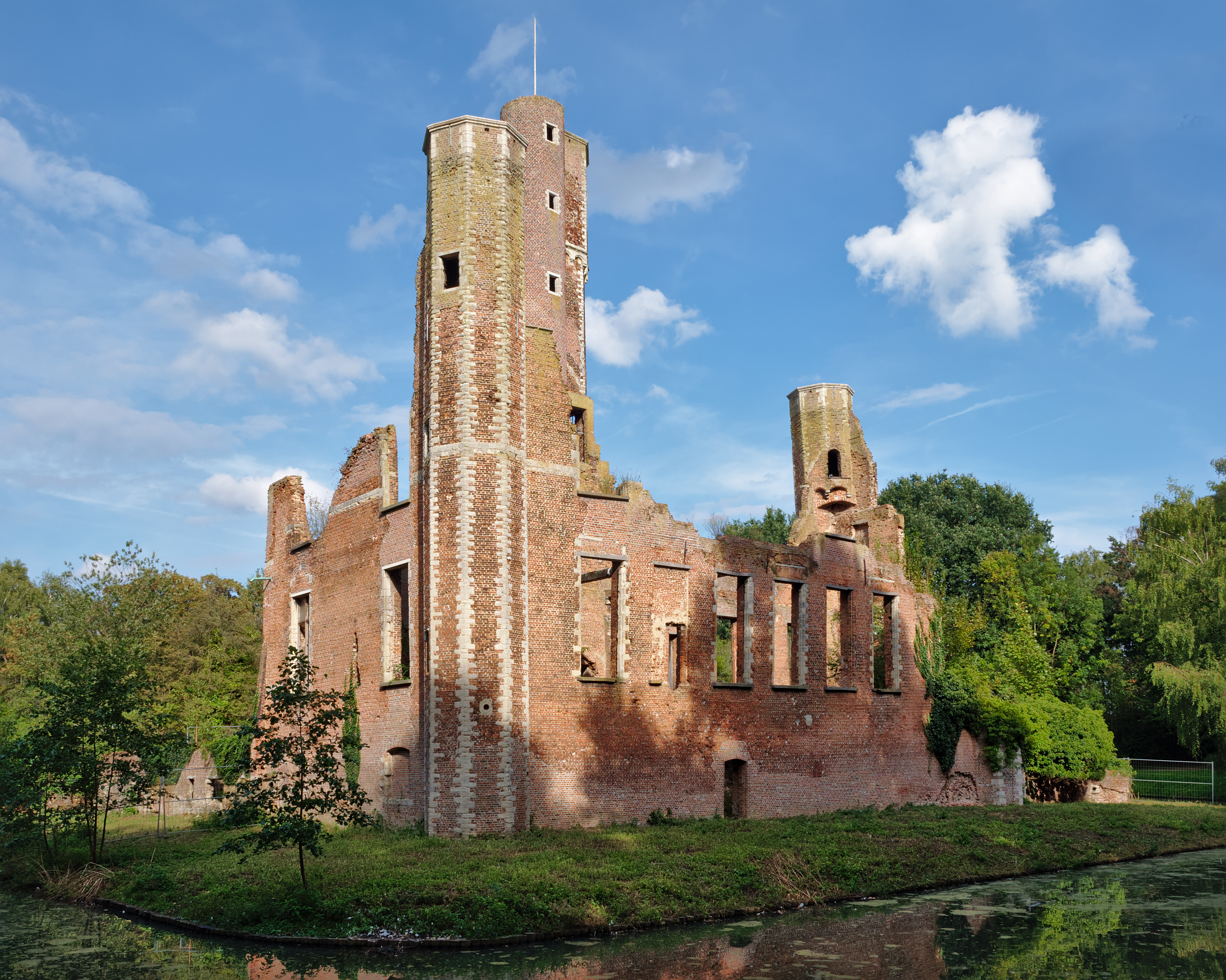
Château ter Elst.

Depuis sa première édition en 2012, il a lieu chaque année le premier week-end d'août à Duffel, en Flandre. Il profite ainsi de la période pour attirer d'importants groupes allant notamment au festival Punk Rock Holiday en Slovénie. Depuis 2015, un partenariat est créé et il existe un service de bus liant les deux festivals,.
Le festival se déroule aux abords d'une rivière et d'un château en ruine, le ter Elst. La scène principale est nommée Riverstage car elle se trouve à proximité de cette rivière, tandis que la Woodstage s'appelle ainsi car elle était historiquement fabriquée en bois pour des raisons budgétaires. La Ruinstage se trouve à proximité du château en ruine, et la Polderstage se trouve à proximité d'une brasserie du même nom.
En 2018, après des éditions se déroulant sur une seule journée, le festival s'étend désormais sur deux jours, et ouvre à cette occasion de manière définitive sa troisième scène, la Ruinstage.
En 2019, le festival réunit Descendents, Propagandhi, Toy Dolls, Less Than Jake et Good Riddance, entre autres, pour une représentation aux ruines du château Ter Elst, à Duffel,.
En raison de la pandémie de Covid-19, l'édition 2020 est annulée. L'édition 2021 est remplacée par un événement nommé Brak Shows in the Park, une édition spéciale qui répond aux contraintes sanitaires. En effet, les spectateurs sont assis à des tables de 8 personnes maximum, et doivent porter un masque pour se déplacer sur l'événement. Cette édition se déroule exceptionnellement sur 3 jours.
Après deux années sans édition plénière, le festival revient en 2022 et rajoute pour la première fois une quatrième scène, la Polderstage. Celle-ci sera remplacée dès l'édition 2023 par l'Acoustic Stage.

## Dates

### Brakrock 2012
- Date : 4 mai 2012
- Stage : C.A.B., Billy The Kill, Cobra Skulls, Arizona, Overweight, F.O.D., Simple Simons

### Brakrock 2013
- Date : 24 août 2013
- Riverstage : Belgian Asociality, Teenage Bottlerocket, Get Dead, Toxic Shock, Wolf, Steamy Grease, Harsh Realms, The Sex Toys, Dusty Boys Horseclub
- Woodstage : Knalselder, Straightaway, Antillectual, Face The Fax, This Kid, The Reeves, Archetype, Momma Knows Best, Different Stories, White Label

### Brakrock 2014
- Date : 2 août 2014
- Riverstage : Wolf Banes, Morning Glory, Useless ID, Joe McMahon, Mark Foggo, Flatcat, Trash Candy, Wölf, Psychonaut
- Woodstage : Implants, Counterpunch, Local Resident Failure, Homer, F.O.D., Officer Down, Young Hearts

### Édition 2015

#### Indoor Spring Edition
- Date : 13 mars 2015
- Kavka Oudaan, Anvers : Red City Radio, Pears, Harsh Realms, Silver & Gold, Break Of Day, The Dutch Rudders

#### Pre-show
- Date : 31 juillet 2015
- Jongerencentrum Den Daak : The 101's, F.O.D., Altitude

#### Brakrock 2015
- Date : 1er août 2015
- Riverstage : Diablo Blvd., Teenage Bottlerocket, Tim Vantol, Skin Of Tears, Kids Insane, Set Things Right, Victims Of Circumstance, Generation 84
- Woodstage : NØFX, Get Dead, The Setup, Not on Tour, Adrenalized, The Decline, Cheap Drugs, The Priceduifkes, You Nervous?

### Brakrock 2016
- Date : 6 août 2016
- Riverstage : Strung Out, The Dwarves, A Wilhelm Scream, The Flatliners, The Adolescents, Mean Jeans, Versus The World, The Decline, Off The Cross
- Woodstage : Authority Zero, Such Gold, Young Hearts & Gwyllions, Unsure, Antillectual, Homer, Trophy Lungs, The Uprising, Kill The President!, For I Am
- Ecocorner : Kunstfabriek band, Secret Faith, Cold Reading, Hans Roofthooft, Kamikaze Girls, Sam De Nef, Mutt

### Brakrock 2017
- Date : 5 août 2017
- Riverstage : Face To Face, Good Riddance, No Fun At All, The Real McKenzies, Undeclinable Ambuscade, D.O.A, Useless ID, Not On Tour, The Real Danger
- Woodstage : Teenage Bottlerocket, 88 Fingers Louie, Chixdiggit, Unsure, Pears, Get Dead, Nothington, F.O.D., Altitude

### Brakrock 2018

#### Jour 1
- Date : 3 août 2018
- Riverstage : Mad Caddies, D.R.I, The Queers
- Woodstage : Authority Zero, Voodoo Glow Skulls, Adhesive
- Ruinstage : Clowns, Mute

#### Jour 2
- Date : 4 août 2018
- Riverstage : The Vandals, Satanic Surfers, The Menzingers, The Lawrence Arms, Useless ID, Venerea, Adrenalized, March
- Woodstage : Days N Daze, The Lillingtons, TSOL, Bad Cop / Bad Cop, Union 13, This is a Standoff, The Bombpops, Darko
- Ruinstage : True Travellers, Nothington, Joe McMahon, We The Heathens, Chaser, Reproach, Buster Shuffle, Little Teeth, Templeton Pek, Steele Justice

### Brakrock 2019

#### Pre-show
- Date : 1er août 2019
- Brasserie De Polder : Buster Shuffle, Captain Trips

#### Jour 1
- Date : 2 août 2019
- Riverstage : Propagandhi, The Toy Dolls, Not On Tour, Blowfuse
- Woodstage : D.O.A, The Bennies, Antillectual, St. Plaster
- Ruinstage : D.I, Scheisse Minnelli, La Armada, Your Highness, 69 Enfermos

#### Jour 2
- Date : 3 août 2019
- Riverstage : Descendents, Less Than Jake, Masked Intruder, Cigar, Pears, DeeCracks, For I Am
- Woodstage : Joey Cape, Good Riddance, Teenage Bottlerocket, Dave Hause, Much The Same, Smoke Or Fire, The Dopamines, Straightline, F*cking Angry
- Ruinstage : We Outspoken, Poison Idea, Raging Nathans, Hit The Switch, Dani Llamas, Blackup

### Brak Shows in the Park 2021

#### Jour 1
- Date : 6 août 2021
- Stage : Equal Idiots, Belgian Asociality, F.O.D, Teen Creeps, Captain Kaiser

#### Jour 2
- Date : 7 août 2021
- Stage :  No Fun At All, Jaya The Cat, Skin Of Tears, Joe McHamon, Sunpower, The Priceduifkes, Your Highness, Altitude, You Nervous?, All Star Wedding Band

#### Jour 3
- Date : 13 août 2021
- Stage : Joey Cape, Tim Van Doorn, Dicksons

### Brakrock 2022

#### Jour 1
- Date : 5 août 2022
- Riverstage : Descendents, The Bouncing Souls, The Flatliners, The Real McKenzies, Roughneck Riot, Altitude
- Woodstage : Jaya the Cat, Comeback Kid, A Wilhelm Scream, Authority Zero, Evergreen Terrace, Rotzak
- Ruinstage : Grindhouse, The Last Gang, Spaced, Sam Russo, Krang
- Polderstage : Radio Willy Presents: High Voltage, Urethrane, Useless Id, Toxic Shock, Hetze

#### Jour 2
- Date : 6 août 2022
- Riverstage : Lagwagon, Sick Of It All, No Fun At All, Belvedere, Kill the Logo, Misconduct, Downway
- Woodstage : Mad Caddies, Circle Jerks, D.R.I, Get Dead, The Kids, The Venomous Pinks, F.O.D, Drunktank
- Ruinstage : DFL, Direct Hit!, Makewar, March, The Drowns, Spider, Little Teeth
- Polderstage : Radio El Topo, No Trigger, Chaser, Walt Hamburger, Adrenalized, Love Equals Death, The Decline, Badger